# عربة يدوية

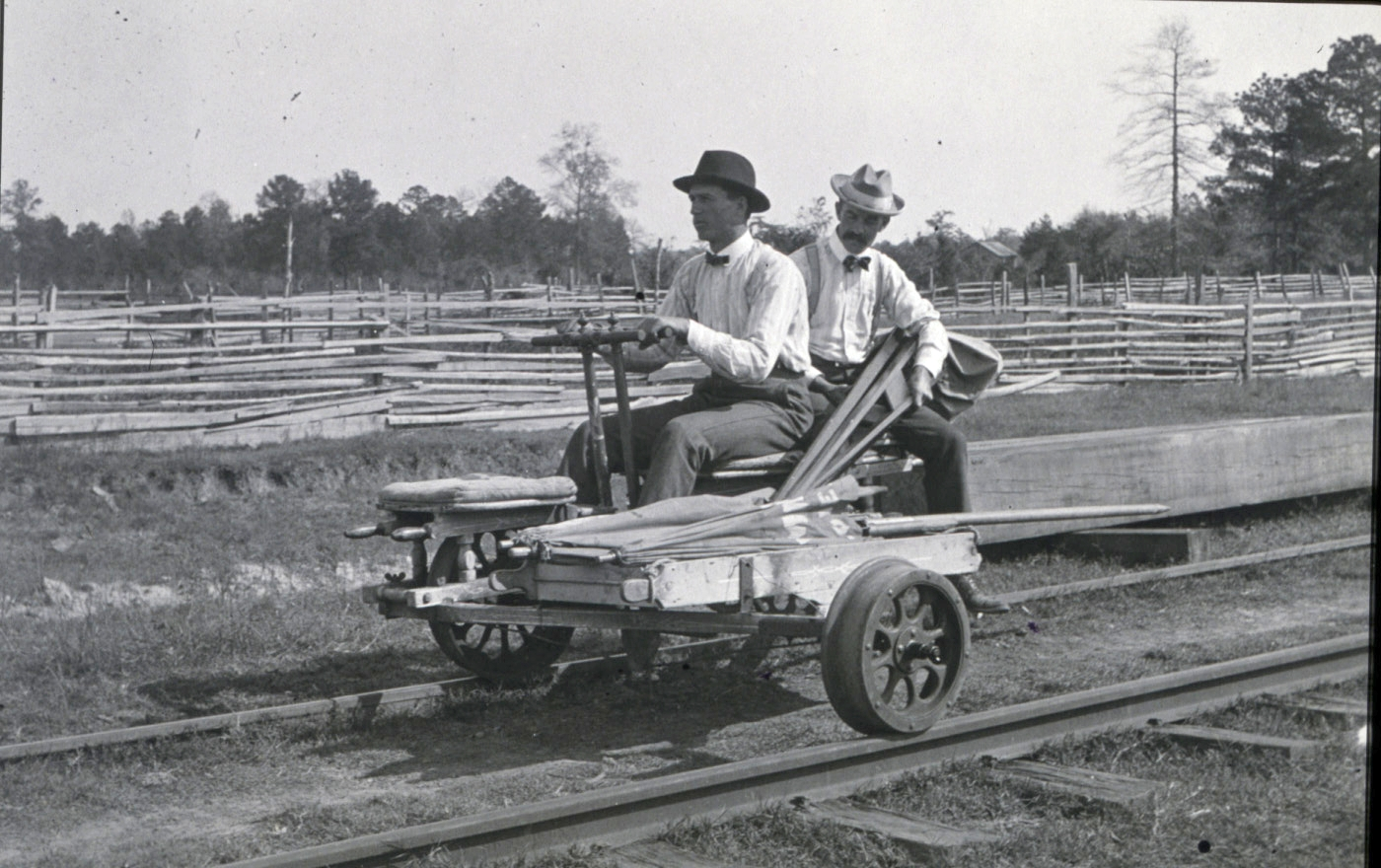
عربة يدوية ثلاثية العجلات أو فيلوسبيدي على مسار السكة الحديد.

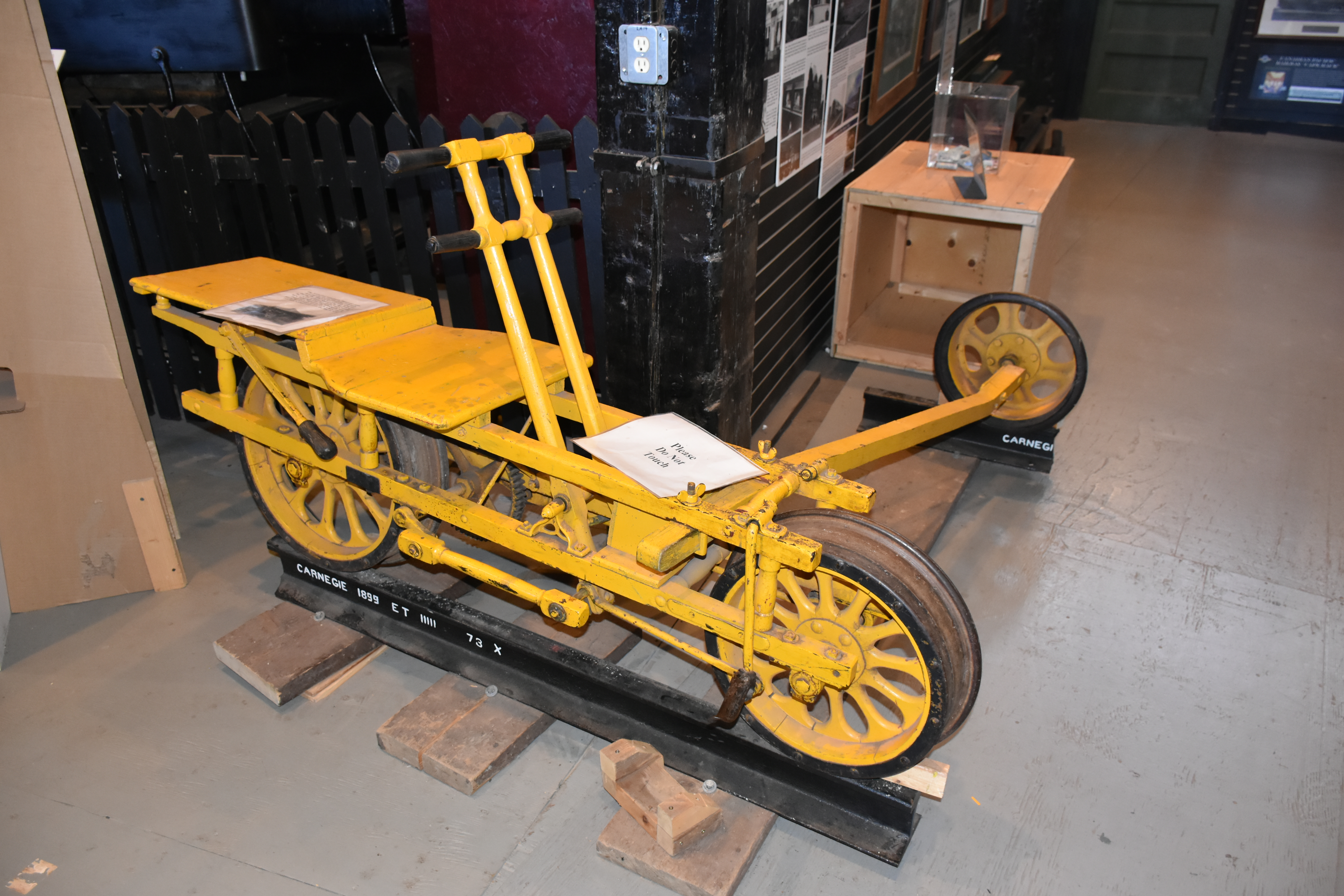
السكك الحديدية المحفوظة وفيلوسبيدي في معرض في جمعية تورونتو للسكك الحديدية التاريخية.

العربة اليدوية (المعروف أيضا باسم عربة المضخة، سيارة مضخة، الوالج، كالامازو، فيلوسبيدي، أو درايسين) هي عربة لنقل بالسكك الحديدية وتكون مدعومة من ركابها، أو من قبل الناس الذين يقومون بدفعها من الخلف. يتم استخدامها في الغالب لصيانة الطرق أو كسيارات تعدين، وفي بعض الحالات استخدمت أيضًا لنقل الركاب، يتكون التصميم النموذجي من ذراع، يسمى شعاع المشي، الذي يدور على شكل متأرجحة على قاعدة، يقوم الركاب بتحريك الذراع لأعلى وأسفل لتحريك السيارة.

## الصور

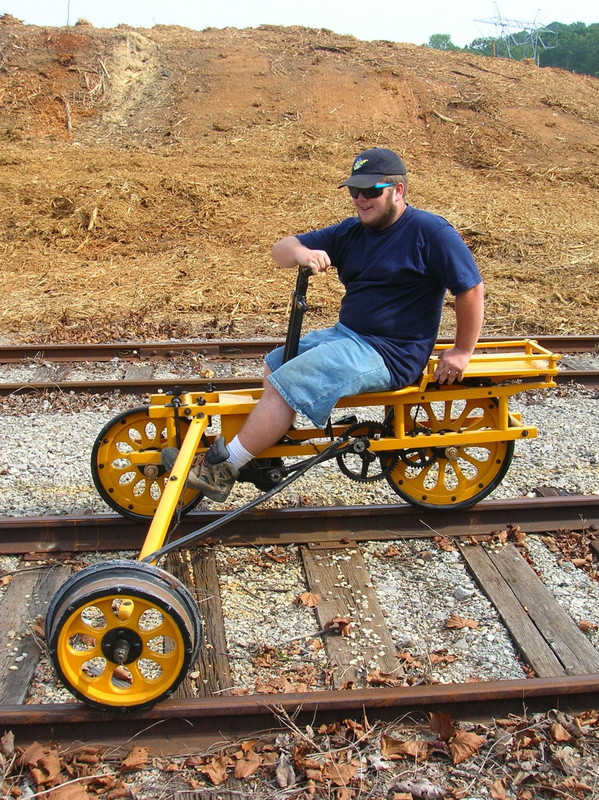
عربة يدوية مصممة ليقودها شخص واحد ، معروف على نطاق واسع في أمريكا الشمالية باسم فيلوسبيدي
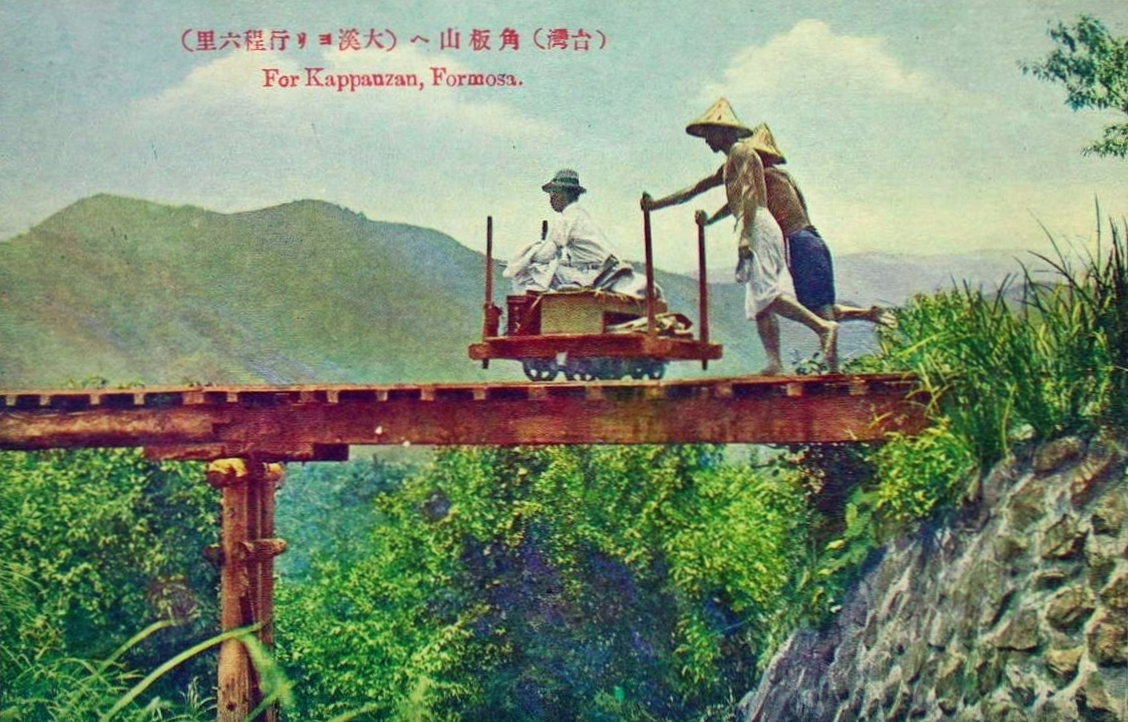
عربة قطار السكك الحديدية المدفوعة في تايوان في أوائل القرن العشرين.
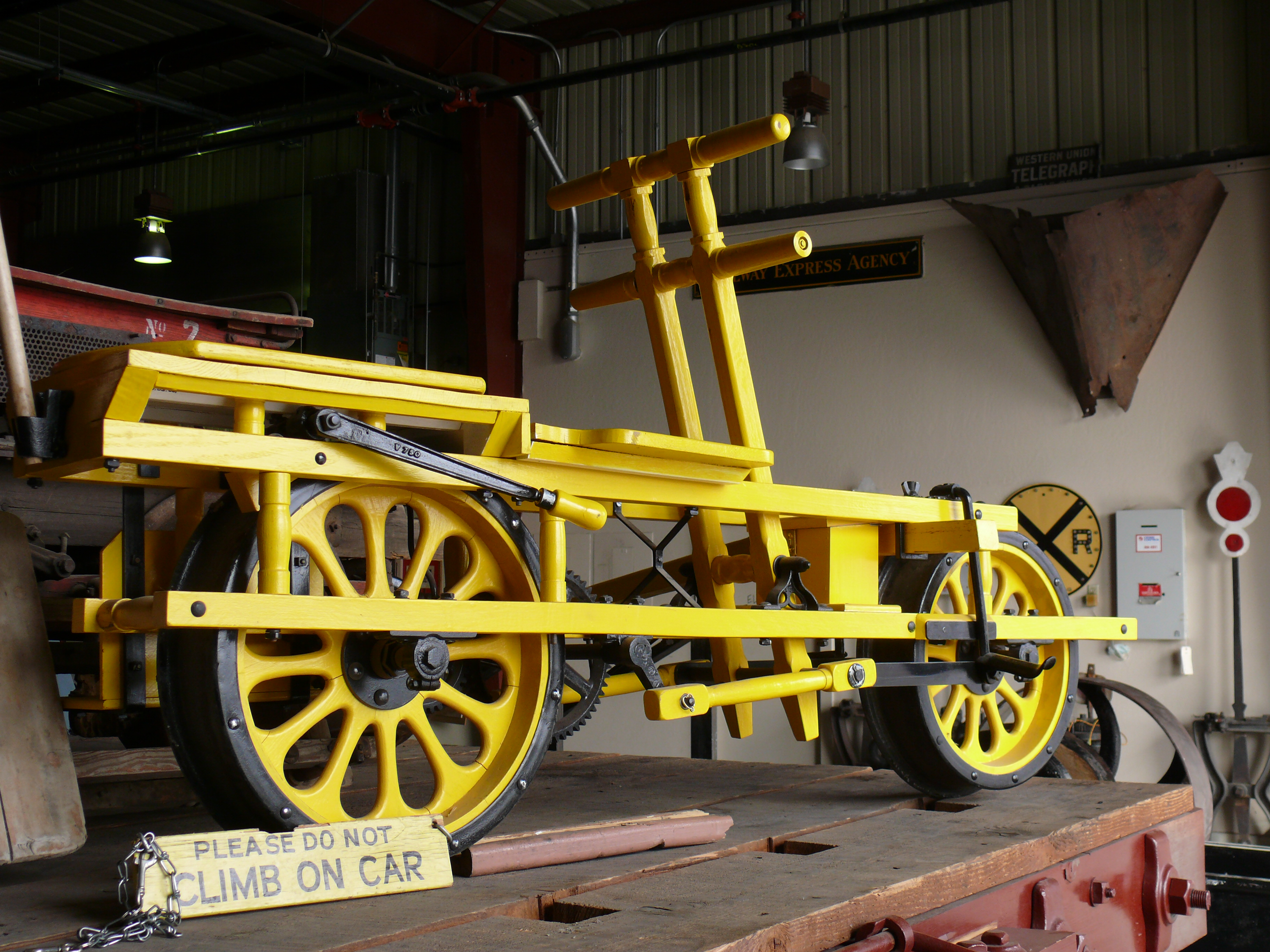
سيارة يدويةأو فيلوسبيدي في متحف السكك الحديدية بولاية نيفادا
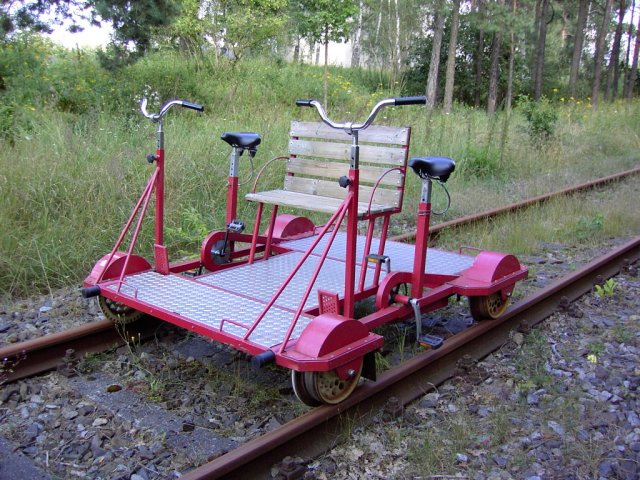
عربة السكك الحديدية مع 4 عجلات. يمكن أيضًا تعديل دراجة واحدة باستخدام مداد وتحديد عجلات للعمل على القضبان
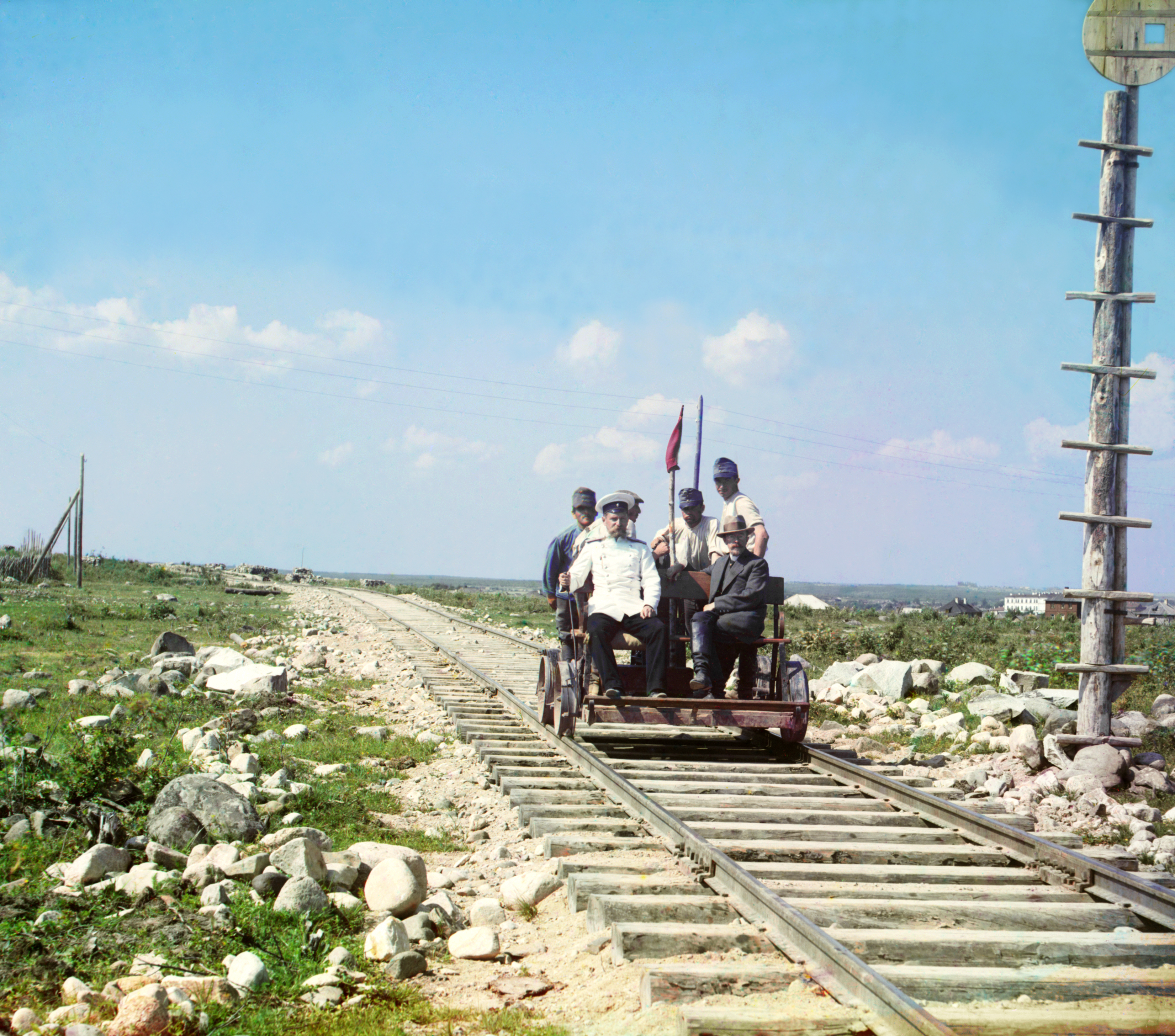
ركوب العربات على طول سكة حديد مورمانسك، على شاطئ بحيرة أونيغا. (حوالي   1916)
رسم متحرك لسيارة يدوية، بناءً على براءة اختراع لجورج شيفيلد